# Hans Pinkus
Hans Hubert Pinkus (ur. 7 lutego 1891 w Prudniku, zm. 8 lutego 1977 w Crowborough) – niemiecki przemysłowiec pochodzenia żydowskiego, działacz społeczny, filatelista.

## Życiorys

### Wczesne życie
Hans Pinkus pochodził z rodziny żydowskiej. Był najstarszym dzieckiem Maxa i Hedwig Pinkusów. Ukończył Królewskie Katolickie Gimnazjum w Prudniku (ob. I Liceum Ogólnokształcące), po czym podjął studia ekonomiczne i prawnicze w Wyższej Szkole Handlowej w Kolonii. Następnie kontynuował naukę na uniwersytetach w Bonn i Getyndze.
W październiku 1913 został powołany w randze podoficera rezerwy do eskadronu 15 Pułku Huzarów im. Króla Niderlandów Wilhelma stacjonującego w Wandsbeck. W czasie I wojny światowej, w sierpniu 1914, w okolicy Charleroi w Belgii spadł z postrzelonego konia i trafił do francuskiej niewoli, w której spędził kolejne 35 miesięcy. Internowany w Szwajcarii, kontynuował studia na Uniwersytecie w Bernie. Po zakończeniu wojny wrócił do Niemiec i zaangażował się w sprawy pomocy jeńcom, pracując m.in. w Poselstwie Niemieckim w Bernie, Komisji Wymiany w Konstancji oraz w Departamencie Wojny w Berlinie. W 1920 został wiceprzewodniczącym Śląskiego Prowincjonalnego Stowarzyszenia Byłych Jeńców Wojennych.
Poślubił wdowę po poległym na wojnie oficerze Elfriede von Vietinghoff z domu Hess (1892–1933), córkę ministra Turyngii. Mieli syna, Hansa Josefa (1922–2019), znanego później jako John Peters. Elfriedzie jednak nie spodobało się życie w Prudniku. Para rozstała się w zgodzie, a Hans zadośćuczynił byłej małżonce kupnem domu w Dahlem oraz zamianą posagu na marki.

### Kierownictwo rodzinną firmą
W 1925, po odbyciu uprzednio dwuletniej praktyki w zakładzie, zajął miejsce ojca w zarządzie rodzinnej firmy S. Fränkel (późniejsze ZPB „Frotex”), którą kierował wspólnie z kuzynami Ernstem i Kurtem Fränklem. Z jego inicjatywy powstało w Prudniku osiedle domów robotniczych dla pracowników zakładów S. Fränkel, obecna Kolonia Karola Miarki. W 1926 ożenił się z Elisabeth Lilly Schottländer z domu von Fischel (1889–1965), pochodzącą z Brna. Miał z nią dwie córki, bliźniaczki: Johannę Hedwig (1927–1995) oraz Fredę Marię (1927–1940). Elisabeth była Żydówką, ale przyjęła wiarę katolicką i zamierzała w niej wychowywać swoje dzieci. 

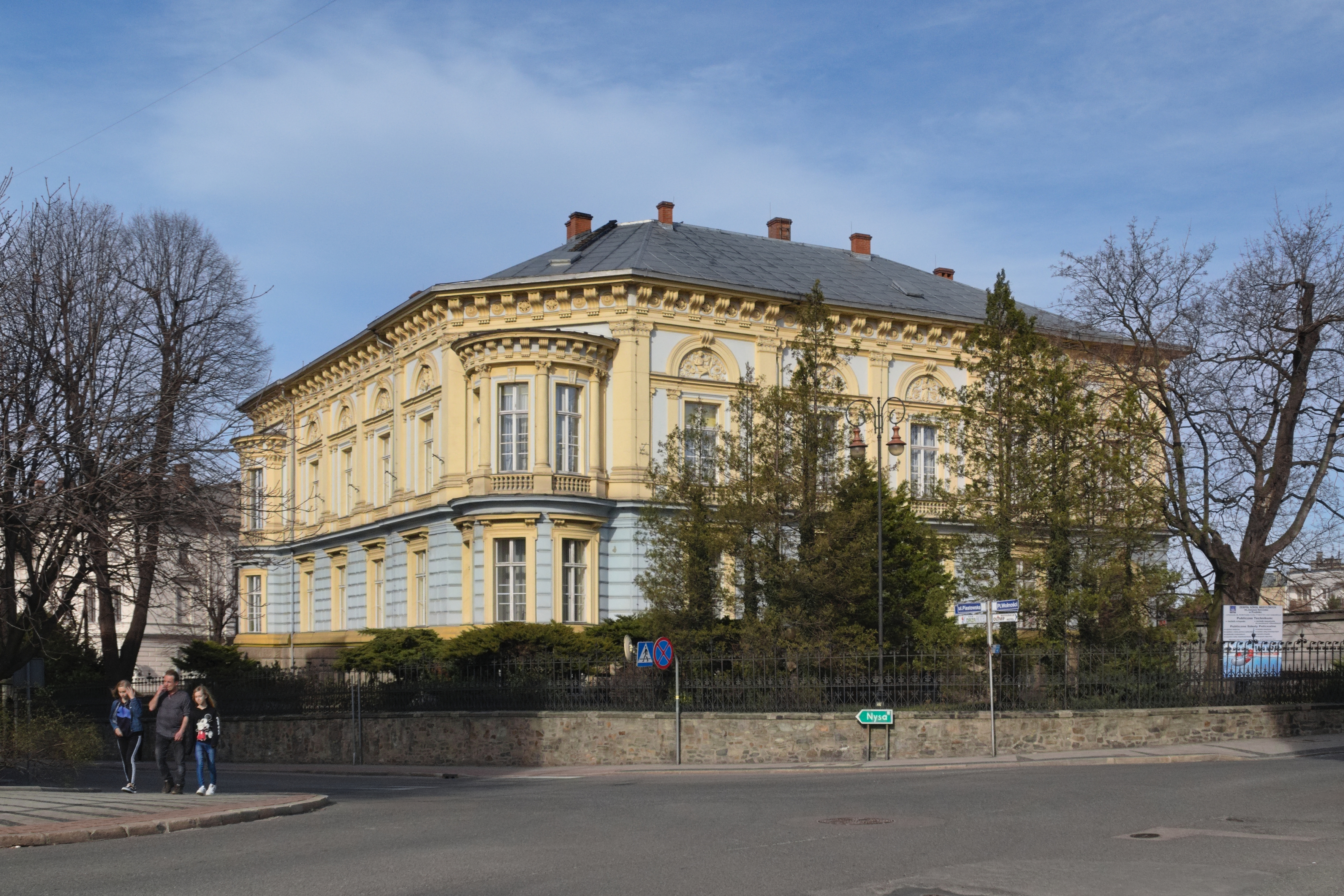
Willa przy ul. Piastowskiej 26

Hans Pinkus był aktywny w życiu społecznym Prudnika i regionu. Był członkiem lub zasiadał w zarządzie licznych stowarzyszeń, takich jak np.: Towarzystwo Ochrony Zwierząt, Towarzystwo Muzeum Żydowskiego we Wrocławiu, Śląski Związek Artystów, Stowarzyszenie przeciw Antysemityzmowi, Prudnicki Klub Tenisowo-Narciarski, Prudnickie Stowarzyszenie Pływackie, Prudnickie Stowarzyszenie Kawaleryjskie, czy Prudnickie Stowarzyszenie Filatelistyczne. Odziedziczył po ojcu Maxie zbiory jego Biblioteki Śląskiej. Podobnie jak ojciec, był filatelistą. Posiadał w swoich zbiorach jedną z największych specjalistycznych kolekcji na świecie, znaczki z podobizną królowej brytyjskiej Wiktorii. Przyjaźnił się z pisarzem Ottonem Flake oraz aktorem Willim Schaeffersem. Mieszkał we wzniesionej przez jego dziadka Josefa Pinkusa willi przy ul. Piastowskiej 26, w której obecnie mieści się Zespół Szkół Medycznych.
W latach 1935–1936 firmę S. Fränkel przekształcono w spółkę akcyjną. Od tej pory, oprócz Hansa Pinkusa i Ernsta Fränkla (Kurt zmarł w 1927) członkami zarządu mogły zostać także osoby spoza rodziny. Jako dyrektor naczelny, Hans Pinkus posiadał większość udziałów. Pełnił funkcję prezesa zarządu Przędzalni Bawełny w Hronovie (Hronover Buamwollspinnerei AG), Zjednoczonych Przędzalni Lnu w Světlej Horze (Vereinte Flachsspinnereien Lichtewerden) oraz Przędzalni „Vorwärts” AG w Bielefeld. Był także członkiem zarządu w kilku innych przedsiębiorstwach, głównie branży tekstylnej.
Nasilający się w Niemczech antysemityzm spowodował rezygnację Pinkusa z członkostwa w stowarzyszeniach społecznych i stopniowe wycofywanie się z życia publicznego. Podczas nocy kryształowej w nocy z 9 na 10 listopada 1938 hitlerowskie bojówki spaliły synagogę w Prudniku, ufundowaną przez Samuela Fränkla – pradziadka Hansa Pinkusa. Ernst Fränkel oraz Hans Pinkus zostali aresztowani przez Gestapo. Pinkus spędził ponad miesiąc w miejscowym więzieniu, otrzymując jedynie kilkugodzinne przepustki w celu wydania dyspozycji pracownikom swojej firmy.

### Wyjazd na zachód
Fränklowie i Pinkusowie otrzymali ultimatum od władz: mieli do wyboru emigrację lub wywózkę do obozu koncentracyjnego. Elisabeth Pinkus udało się zdobyć wizę, po czym, 31 grudnia 1938, Hans Pinkus został zwolniony z więzienia i wraz z rodziną opuścił Niemcy, kierując się najpierw do Belgii, a następnie do Irlandii Północnej. Jedna z córek bliźniaczek, Freda, została ulokowana w specjalistycznym ośrodku w Essen i nie przeżyła II wojny światowej. Dzięki znajomościom biznesowym oraz prywatnym, jeszcze sprzed wybuchu wojny, Pinkusom udało się przetransportować drogą morską na Wyspy Brytyjskie sporą część majątku, głównie w postaci mebli. Dodatkowo, Pinkus odzyskał swój cenny zbiór znaczków, który wcześniej został wywieziony na wystawę do Pragi, a następnie w nieznanych okolicznościach trafił do Anglii. Stopniowa sprzedaż znaczków Pinkusa zapewniła rodzinie godziwe życie.
W latach 1939–1942 Hans Pinkus był kierownikiem firmy tekstylnej Broadway Damask CO. w Belfaście. W 1944 wystąpił o naturalizację, równoznaczną z uzyskaniem brytyjskiego obywatelstwa. Cztery lata później, niezadowolony z pracy w brytyjskich przedsiębiorstwach, udał się do Bawarii, gdzie na drodze sądowej odzyskał część maszyn z zakładów S. Fränkel ewakuowanych z Prudnika na południe Niemiec przed zajęciem miasta przez Armię Czerwoną. Dzięki temu wznowił w Augsburgu działalność przemysłową w ramach tkalni lnu Süddeutsche Leinenweberei G.m.b.H. Augsburg. Inwestycja nie zakończyła się jednak sukcesem, gdyż konserwatywne władze landu faworyzowały miejscowych przedsiębiorców. Interesował się losami rodzinnej fabryki, ale nigdy nie wrócił do Prudnika. Przez następne parę lat mieszkał w Monachium. Tam odnowił przyjaźń ze znajomą z młodości, owdowiałą Charlotte Margules z domu Aschinger. Zamieszkali razem w bungalowie w południowej Anglii i wzięli ślub. Jego druga żona Elisabeth oraz córka Johanna do śmierci mieszkały w Belfaście. Syn Hans Josef, który zmienił nazwisko na John Peters, podczas II wojny światowej służył w brytyjskiej armii jako spadochroniarz, a następnie był związany zawodowo z przemysłem tekstylnym w Wielkiej Brytanii i w Szwajcarii.
W latach 1957, 1967, 1973 i 1975, Hans Pinkus przekazał dla Leo Baeck Institute w Nowym Jorku całość archiwum rodzinnego i zakładowego. Część materiałów została zdigitalizowana. 
Zmarł 8 lutego 1977 w Crowborough w hrabstwie East Sussex. Został pochowany na cmentarzu w południowym Manchesterze.